# WEEKEND LIVING
『DK SELECT WEEKEND LIVING』（DKセレクト・ウィークエンド・リビング）は、2023年10月6日からJ-WAVEで毎週金曜日に放送されているラジオ番組。大東建託の一社提供放送。ナビゲーターは松下洸平。

## 概要
松下洸平がナビゲーターを務めている金曜深夜の番組で、リスナーに1週間の疲れをリフレッシュしてもらうための音楽とトークを届けている。番組ハッシュタグは「#living813」。
2023年10月10日からポッドキャストでの配信が開始され、オンエアの翌週金曜日午前0時に配信される。（2025年2月14日放送分のVol.72は配信休止）
2024年5月31日放送分より毎月最終週にゲスト（コメント出演）がリフレッシュソングをセレクトするコーナーが開始。
2024年からリスナーを招いた公開収録を実施。2024年7月4日に南青山の「BAROOM」、2025年7月7日に大東建託のショールーム「ROOFLAG 賃貸住宅未来展示場」でMCを迎え収録を行った。

## ゲスト

### スタジオ
| 放送日        | ゲスト             | 備考  |
| ------------- | ------------------ | ----- |
| 2024年11月1日 | 内澤崇仁（androp） | [ 6 ] |
| 2025年8月8日  | 増田貴久（NEWS）   | [ 7 ] |

### リフレッシュソングセレクト
| 5月31日  | 秦基博            | Creedence Clearwater Revival「Have You Ever Seen the Rain?」  |
| 6月28日  | JQ（Nulbarich）   | Jamiroquai「Cosmic Girl」                                     |
| 7月26日  | スガシカオ        | Natalie Layne「Grateful For」                                 |
| 8月30日  | Shin Sakiura      | lulu + Mikeneko Homeless「Asagao」                            |
| 9月27日  | 松下優也          | Shoshana Bean、Maleah Joi Moon、Hell's Kitchen Cast「No One」 |
| 10月25日 | 橋口洋平（wacci） | サンボマスター「ラブソング」                                  |
| 11月29日 | 増田貴久（NEWS）  | NEWS「U R not alone」                                         |

| 1月31日 | Michael Kaneko                      | Sunday (1994)「Tired Boy」                                     |
| 2月28日 | KREVA                               | Janet Jackson「Funny How Time Flies (When You're Having Fun)」 |
| 3月28日 | 片岡健太（sumika）                  | スピッツ「けもの道」                                           |
| 4月25日 | 水野良樹（いきものがかり）          | BONNIE PINK「Heaven's Kitchen」                                |
| 5月30日 | 葉加瀬太郎                          | Vaundy「まじで、サヨナラべぃべぃ」                             |
| 6月27日 | ILMARI・PES・DJ FUMIYA（RIP SLYME） | The Beach Boys「Kokomo」                                       |
| 7月25日 | 久保田利伸                          | Aaliyah「At Your Best (You Are Love)」                         |

## 公開収録
| 放送日              | 収録日       | MC       | 収録会場                   | 備考  |
| ------------------- | ------------ | -------- | -------------------------- | ----- |
| 2024年7月12日・19日 | 2024年7月4日 | 藤田琢己 | BAROOM                     | [ 4 ] |
| 2025年7月11日・18日 | 2025年7月7日 | 安東弘樹 | ROOFLAG 賃貸住宅未来展示場 | [ 5 ] |

## 放送時間
以下の時間は日本標準時に基づく。
- 金曜 22:30 - 23:00（2023年10月6日 - 2024年3月29日）
- 金曜 23:30 - 土曜 0:00（2024年4月5日 - ）